# Pseudoligostigma incisa
Pseudoligostigma incisa is een vlinder uit de familie van de grasmotten (Crambidae). De wetenschappelijke naam van de soort is voor het eerst gepubliceerd in 1920 door Embrik Strand.
De spanwijdte bedraagt 12 millimeter.
De soort komt voor in Trinidad.